# ألان بيتس (سياسي)
ألان بيتس هو سياسي أمريكي، ولد في 17 مارس 1945 في سياتل في الولايات المتحدة، وتوفي في 5 أغسطس 2016 في نهر روغ في الولايات المتحدة. نشط حزبياً في الحزب الديمقراطي. وقد انتخب عضو مجلس ولاية أوريغون ‏ وانتخب عضو مجلس نواب أوريغون ‏.